# Blue Orange Games
Blue Orange Games — це компанія з виробництва настільних ігор, яка базується в Сан-Франциско, Каліфорнія, США. Вона займається публікацією та просуванням ігор, що отримали численні нагороди, вже понад 18 років. Компанія була заснована у 1999 році Тьєррі Денуалем та Жюльєном Майо. Компанія відома використанням перероблюваних матеріалів у своїх іграх і має численні нагороди.

## Історія
Перша гра, створена Blue Orange Games, була Gobblet. Її творці отримали натхнення для гри, перебуваючи в кав’ярні у Каліфорнії. Ця гра миттєво стала успішною по всій території США і допомогла розвинути компанію. Рецензія у San Francisco Chronicle сприяла тому, що гра розпродалася на місцевому рівні. Співзасновник Майо вирушив у тримісячну подорож по країні, подолавши 22,000 миль та відвідавши 500 магазинів з джипом, наповненим 1,000 примірниками Gobblet. Ця подорож і подальший продаж 10,000 ігор ознаменували офіційний початок бізнесу.
Назва Blue Orange Games походить від вірша Поля Елюара під назвою Земля блакитна, як апельсин. Компанія відома своєю кампанією з посадки дерев і прагненням до екологічної відповідальності. Ігри зазвичай виготовляються з дерева, жерсті, смоли та перероблених або придатних для переробки матеріалів. У 2010 році Blue Orange Games випустила найбільш продавану гру Spot It!, яка з того часу залишається в топ-100 категорії іграшок і ігор на Amazon.com. Spot it! зараз доступна в багатьох різних версіях і має ліцензії Major League Baseball та National Hockey League.
Частина філософії компанії полягає у вірі в соціальні та розвивальні переваги гри в офлайн-ігри замість проведення часу з електронними пристроями.

## Підрозділи Blue Orange
Blue Orange має 3 основні підрозділи:
- Blue Orange Edition (Франція), інженерна/консалтингова фірма групи. Три керівники проєктів Blue Orange Edition «шукають ігрові перлини завтрашнього дня». Вони співпрацюють з авторами ігор по всьому світу і тестують понад 1,000 ігор на рік.
- Blue Orange Games (США), дистриб'ютор ігор Blue Orange в США, Канаді, Австралії та Новій Зеландії.
- Blue Orange Europe (Франція), яка затверджує, схвалює та розповсюджує ігри Blue Orange в усьому іншому світі.

Ігри Blue Orange продаються на 5 континентах та у 59 різних країнах.

## Ігри
Продукція Blue Orange Games включає:
- Gobblet
- Gobblet Gobblers
- Pengoloo
- Tell Tale
- Fastrack
- Double Shutter
- Yamslam
- Go Go Gelatos
- Bluff You
- Bendomino
- Dr. Eureka
- Zimmbos
- Dr. Microbe
- Brix
- Photosynthesis
- Kingdomino
- Fantastic Park
- Vikings on Board
- Bao Bab
- Sushi Draft
- Battle Sheep